# Ă
Ă, ă (A-бревіс) — літера латинської абетки, що використовується в стандартній орфографії румунської та в'єтнамської мов. В обох абетках є другою і йде після A.
Ă/ă також використовується при транслітерації болгарської літери Ъ/ъ на словацьку, чеську, румунську, естонську, шведську та фінську мови.

## Румунська мова
Звук, яким у румунській позначається ă, хоча називається шва (з чого можна подумати, що це ненапружений нейтральний звук), є повноцінним голосним. На відміну від англійської, каталанської чи французької, він може стояти під наголосом, як і в болгарській мові та африкаансі. В деяких словах це єдина голосна, наприклад «măr» /mər/ (яблуко) чи «văd» /vəd/ (бачу). Крім того, деякі багатоскладні слова мають наголос на ă, як-от «cărțile» /ˈkərt͡sile/ (книги) та «odăi» /oˈdəj/ (кімнати).

## В'єтнамська мова
Ă у в'єтнамській мові позначає звук /a/. Через те, що в'єтнамська мова є тональною, ця літера також може мати один із п'яти знаків над чи під символом:
- Ằ ằ
- Ắ ắ
- Ẳ ẳ
- Ẵ ẵ
- Ặ ặ